# كارل سينجر (لاعب كرة قدم أمريكية)
كارل سينجر (بالإنجليزية: Karl Singer)‏ هو لاعب كرة قدم أمريكية أمريكي، ولد في 12 أكتوبر 1943 في وارن في الولايات المتحدة.

## وصلات خارجية
- كارل سينجر على موقع مرجع كرة القدم المحترفة.كوم (الإنجليزية)
- كارل سينجر على موقع JustSportsStats.com (الإنجليزية)